# Tazio Nuvolari
Tazio Nuvolari, född 16 november 1892 i Castel d'Ario utanför Mantua, död 11 augusti 1953 i Mantua, var en italiensk racerförare.

## Karriär
Nuvolari är en av historiens främsta racerförare och kallades Il Mantovano Volante (den flygande Mantovanen). Han började tävla med motorcykel 1920 och blev europamästare i 350cc-klassen 1925. Samma år började han även tävla i bilsport. Från säsongen 1931 satsade Nuvolari enbart på bilar som medlem i Alfa Romeos fabriksteam.
Nuvolari vann Mille Miglia i en Alfa Romeo 1930 och 1933. 1932 vann han två av de tre ingående tävlingarna i Europamästerskapet för Grand Prix-förare och blev därmed europamästare. Han vann också Le Mans 24-timmars tillsammans med Raymond Sommer i en Alfa Romeo 8C 1933.
Under säsongen 1933 bröt Nuvolari med Alfa Romeo och gick över till konkurrenten Maserati. Efter säsongen 1934 drog sig Maserati ur grand prix-racingen och Nuvolari gick då tillbaka till sin gamla arbetsgivare.
Säsongen 1935 dominerades av de överlägsna tyska Silverpilarna. Nuvolari tog sin kanske mest berömda seger på Nürburgring, när han lyckades slå Mercedes-Benz- och Auto Union-förarna i deras hemma-Grand Prix i en föråldrad Alfa Romeo.
Säsongen 1938 kom Nuvolari till Auto Union för att ersätta den avlidne Bernd Rosemeyer. Han blev kvar fram till andra världskrigets utbrott.
Efter kriget försökte Nuvolari ta sig tillbaka till motorsporten, men åldern och sviktande hälsa satte hinder i vägen. Nuvolari körde sin sista tävling, en backtävling, 1950.
Nuvolari blev för sina insatser invald i International Motorsports Hall of Fame 1990. 50 år efter hans död fick Audis konceptbil, Audi Nuvolari Quattro, sitt namn efter Nuvolari.
Kuriosa: På herrgården Gäddeholm i Västmanland gavs en häst namnet Nuvolari efter den berömda racerföraren. En gravsten i Gäddeholms slottpark vittnar ännu om denna häst.